# اوبرازوو
اوبرازوو (به لهستانی:  Obrazów) یک روستا در لهستان است که در گمینا اوبرازوو واقع شده‌است.